# Urška Vučak Markež
Urška Vučak Markež, slovenska gledališka in televizijska igralka; *29. marca 1973, Ptuj.
Urška Vučak Markež je že v osnovni šoli je sodelovala v dramskem krožku in kasneje se je ob šolanju ves čas ukvarjala z igralstvom. Študirala je matematiko, saj ni opravila sprejemnih izpitov za Akademijo za gledališče, radio, film in televizijo. Pridružila se je različnim gledališkim skupinam, na profesionalno pot pa stopila na odru Mestnega gledališča Ptuj.
Igrala je v televizijskih nanizankah Naša mala klinika (2007), Lepo je biti sosed (2008), Čista desetka (2012), Ena žlahtna štorija (2015), Da, dragi! Da, draga! (2017) in Gorske sanje (2018). Jeseni 2017 se je pridružila Slovenskemu pozdravu, kjer je gledalkam in gledalcem svetovala pri reševanju vsakdanjih problemov). Jeseni 2018 je postala kapetanka v kvizu Kdo bi vedel (namesto Ane Marie Mitić).
Bila je ena izmed tekmovalk 1. sezone šova Zvezde plešejo na POP TV. S soplesalcem Jernejem Brenholcem sta izpadla v polfinalu.

## Zasebno življenje
Je mati dveh otrok, sina Grege in hčere Nine. Javno je spregovorila o svoji depresiji in moževi odvisnosti od iger na srečo.